# Turbopsebius gagatinus
Turbopsebius gagatinus är en tvåvingeart som först beskrevs av Friedrich Hermann Loew 1866.  Turbopsebius gagatinus ingår i släktet Turbopsebius och familjen kulflugor.
Artens utbredningsområde är Pennsylvania. Inga underarter finns listade i Catalogue of Life.